# Novska
Novska est une ville et une municipalité située en Slavonie, dans le comitat de Sisak-Moslavina, en Croatie. Au recensement de 2001, la municipalité comptait 14 313 habitants, dont 89,52 % de Croates et la ville seule comptait 7 270 habitants.

## Localités
La municipalité de Novska compte 23 localités : 
| - Bair - Borovac - Brestača - Brezovac Subocki - Bročice - Jazavica - Kozarice - Kričke - Lovska - Nova Subocka - Novi Grabovac - Novska | - Paklenica - Plesmo - Popovac Subocki - Rađenovci - Rajčići - Rajić - Roždanik - Sigetac Novski - Stara Subocka - Stari Grabovac - Voćarica |

## Jumelages
La ville de Novska est jumelée avec :
- Biograd na Moru (Croatie)
- Le Touvet (France)
- Mengen (Allemagne) depuis 2013
- Samobor (Croatie)
- Križevci (Croatie)
- Dugo Selo (Croatie)
- Vrbovec (Croatie)
- Ivanić-Grad (Croatie)
- Tomislavgrad (Bosnie-Herzégovine)
- Varaždin (Croatie)